# Manny Klein
Manny Klein, auch Mannie Klein (* 4. Februar 1908 in New York City als Emmanuel Klein; † 31. Mai 1994 in Los Angeles) war ein US-amerikanischer Trompeter im Bereich des Swing und der populären Musik.

## Leben und Wirken
Manny Klein begann seine Karriere als Musiker 1928 in den Orchestern von Paul Whiteman und Roger Wolfe Kahn; in den 1930er Jahren gehörte er verschiedenen Big Bands an, wie von Adrian Rollini, Irving Mills, der Dorsey Brothers, Ben Selvin, Claude Thornhill und von Benny Goodman. 1937 zog er nach Kalifornien und arbeitete mit Frank Trumbauers Orchester. Anfang der 1940er Jahre wirkte er unter dem Namen Mannie Klein bei Aufnahmen von Artie Shaw und seinem Orchester mit. Er war auch an einigen Film-Soundtracks beteiligt; so spielte er für den Film Verdammt in alle Ewigkeit (1953) Trompete. In den 1950er und 1960er Jahren spielte er in den Orchestern von Georgie Auld, Pete Rugolo (10 Trumpets and 2 Guitars, 1961), Hal Mooney, Glen Gray, Billy May, Quincy Jones und wirkte an Aufnahmen von Frankie Laine und Dean Martin mit. In der Hitversion des Titelsongs aus The Good, the Bad and the Ugly von Hugo Montenegro spielte er Piccolotrompete. 
Unter eigenem Namen nahm Klein einige Schellackplatten für Brunswick (1936), Keynote (1946) und Coral (1947) auf. 1959 entstand eine LP in Sextett-Besetzung, The Sound of Music, mit der Filmmusik zu dem Musikfilm Meine Lieder – meine Träume (1965).
Im Jahr 1970 erlitt er einen Schlaganfall und in der Folge eine Dyslexie, die es ihm nicht ermöglichte, Noten zu lesen. Nach seiner Rehabilitation war er noch bis in die 1990er Jahre als Musiker aktiv.